# Конфликт в Киву
Конфликт в Киву (фр. Guerre du Kivu) — межэтнический конфликт, начавшийся с вооружённого выступления генерала Нкунды в восточных провинциях Демократической Республики Конго под предлогом защиты народности тутси.

## Предпосылки
Истоки конфликта восходят к геноциду в Руанде 1994 года, когда огромное количество беженцев тутси оказалось на территории Заира (так до 1997 года называлась Демократическая Республика Конго). После прихода к власти в Руанде Руандийского патриотического фронта в Заир хлынул поток беженцев хуту, многие из которых были замешаны в геноциде. Де-факто руандийская гражданская война перекинулась на территорию Заира, которую вооружённые группы радикалов-хуту использовали как тыловую базу для набегов на Руанду.
В 1996—1997 годах новое руандийское правительство во главе с Полем Кагаме, преследовавшее политических противников, поддержало выступление коалиции оппозиционных движений под общим руководством Лорана Кабила против диктатора Заира Мобуту Сесе Секо. Тутси, как руандийские, так и местные, проживающие на востоке страны (известные здесь как баньямуленге), составили значительную часть вооружённых сил мятежников. Результатом войны стало падение тридцатилетнего режима Мобуту, однако вскоре (в июле 1998 года) новый президент Заира Кабила решил отстранить бывших союзников от власти. 27 июля 1998 года он заявил, что высылает из страны всех иностранных военных и гражданских чиновников (преимущественно тутси) и расформировывает подразделения конголезской армии, укомплектованные лицами неконголезского происхождения, которых он обвинил в намерении «восстановить средневековую империю тутси» (Тутсиленд).
В 1998 году начинается новый конфликт между правительством и повстанцами-тутси. Данное противостояние стало известно как «Великая Африканская война» или «Вторая конголезская война». В войну вмешались и другие государства. В ходе конфликта иностранные участники, напрямую или через посредников, взяли под контроль большую часть местонахождений полезных ископаемых ДР Конго, таких как золото и алмазы. Данные ресурсы находились в руках Анголы, Зимбабве, Руанды и Уганды, которые в данной сфере сотрудничали с западными державами, а иногда полностью действовали в их интересах. Помимо экономических аспектов, у иностранного вмешательства были и политические мотивы. Так, этим стали конфликт между Суданом и Угандой, восстание УНИТА в Анголе, использовавших территорию Конго для поставки оружия и боеприпасов. Намибия приняла участие из-за союзнических обязательств перед Анголой. Зимбабве стремились за счёт конфликта стать региональной державой, потеснив ЮАР.
В 2003 году боевые действия закончились.

## Ход событий

### Конфликт 2004—2009 гг.
Весной—летом 2004 генерал Лоран Нкунда совместно с полковником Жулем Мутебутси поднял мятеж и во главе двухтысячного корпуса атаковал столицу Южного Киву город Букаву под предлогом защиты национального меньшинства тутси от готовящегося повторения руандийских событий. Правительство ДР Конго обвинялось в бездействии и потворстве боевикам хуту Интерахамве, которые хозяйничали в приграничных с Руандой лагерях беженцев. В ходе боев за город 20 солдат правительственных сил погибли, а город перешёл в руки мятежников. Однако президент Жозеф Кабила заявил о намерении восстановить конституционный порядок в регионе. Правительственные войска под предводительством генерала Фелиса Мбуза Мабе уже через неделю вытеснили мятежников из Букаву на северо-запад. В войске Нкунды произошёл раскол. Его сподвижник Мутебутси эмигрировал в Руанду.
В 2005 году Нкунда заметно усилился, ряды его сторонников пополнились дезертирами из правительственной армии, ранее принадлежавших РКД.
В 2006 году Нкунда заявил о создании Национального конгресса народной обороны.
30 августа 2007 года тысячный корпус Лорана Нкунды атаковал город Катале, 60 км к северо-западу от столицы провинции Гома. 11 декабря того же года он захватил город Мушаке на востоке страны (в 40 км к северо-западу от Гома — столицы провинции Северное Киву).
В октябре 2008 года Лоран Нкунда возобновил боевые действия в Северном Киву, атаковав город Гому.
22 января 2009 года Лоран Нкунда был арестован во время совместной военной операции конголезской и руандийской армии после своего побега в Руанду.

### Конфликт 2012—2013 гг.
В апреле 2012 года солдаты-тутси подняли мятеж против правительства Демократической Республики Конго. Мятежники сформировали повстанческую группировку «Движение 23 марта» (М23), состоящий из бывших членов «Национального конгресса народной обороны Конго». Мятеж возглавил Боско Нтаганда.
20 ноября 2012 года «Движение 23 марта» взяло под свой контроль город Гома.

### Боевые действия с 2015 года
В январе 2015 года армия ДР Конго начала операцию по зачистке Северного Киву от боевиков-хуту. Вскоре возобновились межэтнические столкновения в регионе между хуту и тутси.
27 января 2017 года в районе Рутшуру повстанцами М23 были сбиты (по некоторым данным, авария произошла по техническим причинам) два вертолета Ми-24, на одном из которых были трое белорусских военспецов, которые занимались подготовкой лётчиков и техников конголезских военно-воздушных сил. Все белорусы выжили, но были госпитализированы в медучреждение города Гома. Пилоты второго вертолёта были грузинами, один из которых попал в плен к боевикам. За пилота был назначен выкуп в миллион долларов.
7 декабря 2017 г. нападение, совершенное СДС на базу ООН в Семулики, повлекшем смерть как минимум 15 миротворцев. Потери СДС составили 72 убитых.
В течение 2018 АДС совершили многочисленные нападения на город Бени, атакуя как гражданских, так и правительственную армию.
Кроме того, 16 декабря 2018 года милиционеры Maй-Maй напали на склад Независимой национальной избирательной комиссии (CENI) в Бени накануне выборов 23 декабря, силовые структуры отпустили злоумышленников, жертв и пострадавших нет.
В конце октября 2019 года конголезские вооружённые силы начали на востоке страны крупнейшую за последние годы операцию по выявлению и уничтожению боевиков. Основные действия воинские части развернули против отрядов СДС в провинции Северное Киву. Операция стала результатом договоренности об укреплении региональной безопасности, достигнутой пятью странами — ДРК, Угандой, Руандой, Бурунди и Танзанией. Она предусматривает проведение совместных военных операций в приграничных зонах.
Как сообщило 12 ноября Министерство обороны Украины, боевики атаковали миротворческие силы в районе Семулике. Командованием Миссии ООН по стабилизации в ДР Конго было принято решение о немедленном открытии огня в ответ. Получив соответствующий приказ об огневой поддержке наземных сил и координаты целей, пилоты украинских вертолётов Ми-24 нанесли воздушный удар с использованием штатного вооружения. После атаки боевики прекратили огонь и отступили вглубь джунглей. В результате боя ни один миротворец не пострадал.
15 декабря боевики СДС напали на деревню Нтамби около города Бени, убив при этом 22 местных жителей.
13 января 2020 года конголезская армия совершила крупный налёт на штаб-квартиру СДС в лагере Мадина, расположенном недалеко от Бени. Целью операции был лидер группировки Муса Балука. В ходе перестрелки было убито 30 военнослужащих, еще 70 ранено. Сообщалось также о гибели 40 повстанцев, включая пяти командиров. Конголезская армия захватывает лагерь, но лидер СДС не был задержан.
16 сентября ДРК и 70 вооруженных группировок, действующих в Киву, договорились о прекращении боевых действий. Тем не менее, боевые действия продолжались.
22 февраля 2021 года неизвестные боевики напали на конвой Всемирной продовольственной программы, убив итальянского посла Луку Аттаназио, карабинера Витторио Яковаччи и водителя Мустафу Миламбо.
Начиная с февраля в Северном Киву активизировались силы ИГ. К коцну августа боевики совершили пять нападений: 4 февраля в районе Рувензоре, убив троих военнослужащих; 26 февраля в Лосилоси в районе Бени, убив 35 бойцов правительственной армии; 6 марта в деревне близ Ируму, убив 7 солдат; 24 мая в военном лагере около тюрьмы Канджабай, убив двоих лоялистов. В период с 18 по 24 октября в Киву боевики совершили теракты в трёх населённых пунктах. Жертвами террористов стали 18 человек, еще 10 пропали без вести. 19-го числа в округе Рувензори они совершили атаку на танзанийских миротворцев. Нападение было отбито.
В марте 2022 года Движение 23 марта развернуло наступление в Киву.
27 января 2025 года Движение 23 марта захватило город Гома.